# Lijin, Dongying
Lijin är ett härad under Dongyings stad på prefekturnivå  i Shandong-provinsen i norra Kina. Det ligger omkring 170 kilometer nordost om provinshuvudstaden Jinan. 
Sedan mitten av 1800-talet har Gula flodens mynning löpt genom orten.
- Wikimedia Commons har media som rör Lijin, Dongying.